# فرانك هوبنر
فرانك هوبنر (بالألمانية: Frank Hübner)‏ هو ربان ‏ ألماني، ولد في 16 أكتوبر 1950 في لودنشايد في ألمانيا.

## وصلات خارجية
- فرانك هوبنر على موقع الاتحاد الدولي للملاحة الشراعية (موقع جديد) (الإنجليزية)
- فرانك هوبنر على موقع الاتحاد الدولي للملاحة الشراعية (موقع قديم) (الإنجليزية)
- فرانك هوبنر على موقع اللجنة الأولمبية الدولية (الإنجليزية)
- فرانك هوبنر على موقع أوليمبيديا (الإنجليزية)